# Maria Elizabeth Rocha
Maria Elizabeth Guimarães Teixeira Rocha (Belo Horizonte, 29 de janeiro de 1960) é uma magistrada brasileira, ministra do Superior Tribunal Militar (STM) desde 2007 e presidente da corte militar desde 2025, função que exerceu anteriormente de 2014 a 2015. Foi a primeira mulher nomeada para o cargo de ministra do STM e a primeira mulher a assumir a presidência do tribunal em 206 anos.
Anteriormente, atuou como advogada e integrou a Advocacia-Geral da União (AGU) entre 1985 e 2007, na carreira de procuradora federal, bem como exerceu diversos cargos de assessoria jurídica na administração pública federal.

## Biografia
Maria Elizabeth Rocha formou-se em direito, em 1982, pela Pontifícia Universidade Católica de Minas Gerais (PUC Minas). Na mesma universidade, especializou-se em direito constitucional, em 1985. Concluiu o mestrado pela Universidade Católica Portuguesa, em 1993, sob orientação do professor Jorge Miranda, e o doutorado pela Universidade Federal de Minas Gerais (UFMG), em 2000, orientada pelo professor José Alfredo de Oliveira Baracho.
Atuou como advogada em escritórios de Belo Horizonte entre 1983 e 1985, ano em que ingressou na Advocacia-Geral da União (AGU) como procuradora federal, sendo a primeira colocada no concurso público.
Foi assessora jurídica da Fundação Nacional Pró-Memória (1988–1989), do Ministério da Cultura (1989–1990), do Tribunal Regional do Trabalho da 1.ª Região (1991–1993), da Câmara dos Deputados (1993–1996 e 2002), do Tribunal Superior Eleitoral (1996–1999) e da Subchefia para Assuntos Jurídicos da Casa Civil da Presidência da República (2003–2007).
Em 2007, foi escolhida pelo presidente Luiz Inácio Lula da Silva para o cargo de ministra do Superior Tribunal Militar (STM), em vaga destinada a membro da advocacia, decorrente da aposentadoria do ministro Antônio Carlos de Nogueira. Foi empossada em 27 de março.
Em 1 de fevereiro de 2013, foi eleita vice-presidente e tomou posse em 15 de março. Em 16 de junho de 2014, após a aposentadoria do ministro Raymundo Nonato de Cerqueira Filho, assumiu a presidência do Tribunal, para completar o biênio 2013–2015. Defensora fervorosa da Justiça Militar, em entrevista concedida ao anuário da Justiça Brasil 2014, explicou: “A defesa da pátria e dos Poderes da República é valor mais elevado do que o da própria vida, já que, sob determinadas circunstâncias, impõe-se aos militares o dever de matar ou morrer."
Recebeu, em 2015, o Diploma Bertha Lutz.
Em 5 de dezembro de 2024, foi eleita pelo tribunal para o cargo de presidente — sendo o então presidente, o Tenente-Brigadeiro do Ar Francisco Joseli Parente Camelo, eleito para a vice-presidência. A posse aconteceu  em 12 de março de 2025. Foi a primeira vez que o STM elegeu uma mulher para presidir a corte.